# Orlice (rivière)
 (août 2014).
Si vous disposez d'ouvrages ou d'articles de référence ou si vous connaissez des sites web de qualité traitant du thème abordé ici, merci de compléter l'article en donnant les références utiles à sa vérifiabilité et en les liant à la section « Notes et références ».
L'Orlice (en allemand : Adler) est une rivière tchèque dont une partie du cours sert de frontière avec la Pologne. Elle prend ce nom à la confluence de la Tichá Orlice (Stille Adler) et de la Divoká Orlice (Wilde Adler) et constitue ainsi un affluent de l'Elbe.